# إلكترونيات سامسونج
إلكترونيات سامسونج (بالإنجليزية: Samsung Electronics)، (بأحرف الهانغول: 삼성전자) هي أكبر شركة إلكترونيات وتكنولوجيا المعلومات في العالم، يقع مقرها الرئيسيّ في سوون بكوريا الجنوبية. إلكترونيات سامسونج هي جزء من مجموعة سامسونج، وَالتي تُعتبر أكبر تكتل في كوريا الجنوبيَّة ورائدة السوق العالميّ بأكثر من 60 منتج بما في ذلك أشباه الموصلات مثل ذاكراة الوصول العشوائية الديناميكية DRAM والذاكرة الوميضية (ذاكرة الفلاش Flash Memory)، أجهزة العرضُ الرقميَّة مثل أجهزة تلفاز البلورات السائلة LCD والبلازما، الإلكترونيّات الاستهلاكيّة مثل مشغلات الدي في دي DVD Player والهواتف النقالة والكاميرات الرقمية وطابعات الليزر، الأجهزة المنزليَّة مثل الثلاجات والميكروويف وغسالات الأطباق.
في عام 2005، تفوقت سامسونج على المنافس الأقرب إليها سوني لأول مرَّة ليتم تقييمها من قبل إنتربراند Interbrand على أنَّها الشركة رقم 1 للإلكترونيات الاستهلاكيّة على مستوي العالم، وفي عام 2007، اجتاز قطاع الهواتف النقالة في إلكترونيات سامسونج منافسه موتورولا، جاعلاً موتورولا ثاني أكبر مصنع هواتف نقالة على مستوي العالم. وفي نهاية عام 2007، تخطت إلكترونيات سامسونج حاجز المائة مليار دولار في المبيعات السنويَّة لأول مرَّة في التاريخ. هذا الإنجاز جعل من إلكترونيات سامسونج واحدة من أكبر ثلاث شركات في صناعة الإلكترونيات.

## التاريخ

### من 1969 إلى 1987 السنوات الأولى
تمَّ تأسيس «سامسونج للصناعات الكهربائية» كقسم صناعي من «مجموعة سامسونج» في 19 يناير 1969 في سوون،  وكانت مجموعة سامسونج شركة تجاريَّة متخصصة في الأسمدة والمحليات، وحسنت مكانتها في الصناعات التحويلية، وبتعاونها معَ الشركات اليابانيّة أثارت غضب المُنافسين الذين يخشون التبعية الصريحة لليابانيين، وكان توشيو ايو مؤسس سانيو مستشاراً لمؤسس سامسونج لي بيونغ-شول كونه مبتدئًا في مجال الإلكترونيات، وفي ديسمبر من نفس العام أنشأت إلكترونيات سامسونج مشروعًا مشتركًا باسمِ «سامسونج سانيو الكتريك» معَ شركة سانيو وشركة سوميتومو.
كانت المُنتجات الأولى للمشروع المشترك هي الأجهزة الإلكترونيَّة والكهربائية وأجهزة التلفزيون والآلات الحاسبة والثلاجات ومكيفات الهواء والغسالات، وفي 1970 أنشأت سامسونج مشروعًا مشتركًا «سامسونج-إنَّ أي سي» معَ شركة إن إي سي اليابانيّة وشركة شركة سوميتومو لتصنيع الأجهزة المنزلية والأجهزة السمعية والبصرية، وفي 1973 أنشأت سامسونج وسانيو شركة
```
«سامسونج-سانيو» وبحلول 1981 صنعت شركة إلكترونيات سامسونج أكثر من 10 ملايين جهاز تلفزيون 
بالأبيض والأسود
.
```

في 1974 توسعت مجموعة سامسونج في مجال صناعة أشباه الموصلات بعدَ الاستحواذ على شركة «كوريا سيمي كوندكتر» التي كانت على وشك الإفلاس، وبعدَ فترة وجيزة أستحوذت شركة كوريا للاتصالات وهي شركة منتجة لنظام التبديل الإلكترونيّ وإحدى شركات مجموعة سامسونج، على أعمال أشباه الموصلات وأصبحت تُعرف باسمِ «شركة سامسونج لأشباه المُوصِلات والاتصالات».
في عام 1988 اندمجت «سامسونج للصناعات الكهربائية» معَ «سامسونج لأشباه المُوصِلات والاتصالات» لتشكل «إلكترونيات سامسونج»، 

### 1998-1995 النضال
أطلقت سامسونج للإلكترونيات أول هاتف لخدمات الهاتف النقال في عام 1988، في السوق الكورية الجنوبية. وكانت المبيعات ضعيفة في البداية، وبحلول التسعينات أستحوذت شركة موتورولا للهواتف النقالة على حصّة سوقية تزيد عن 60 بالمائة في سوق الهاتف المحمول في البلاد مقارنة بـ10% فقط لسامسونج، وكان قسم الهواتف في سامسونج يعاني من ضعف جودة منتجاته الرديئة حتَّى منتصف التسعينات.

### 1995 إلى 2008
قرَّر لي كون هي أنَ سامسونج بحاجة إلى تغيير استراتيجيتها، وأوقف إنتاج العديد من خطوط الإنتاج الأقل مبيعًا، وبدأت الشركة في تصميم وتصنيع المكوّنات والاستثمار في تقنيات جديدة لشركات أخرى. وحددت سامسونج خطة لعشر سنوات. وبدأ رئيس مجلس الإدارة «لي» إستراتيجيَّة تكميلية لقيادة العلامة التجاريَّة وأعلن أنَ عام 1996 سيكون «عام ثورة التصميم» في سامسونج، وهدف لبناء قدرات تصميم سامسونج كأصل تنافسي وتحويل الشركة إلى شركة عالمية رائدة في تصميم العلّامات التجارية، ونجحت سامسونج في تطوير مجموعة تصميم منتجات حائزة على جوائز بحلول أواخر التسعينات، وأدى ذلك إلى نمو كبير في قيمة العلامة التجارية.
تحولت سامسونج بعيدًا عن الأسواق الاستهلاكيّة ووضعت خططاً لرعاية أحداث رياضية كبرى، منها الألعاب الأولمبية الشتوية 1998 التي أُقيمت في ناغانو، اليابان.
حقَّقت سامسونج عددًا من الإنجازات التِكنولوجية أهمها في مجال الذاكرة الذي أصبح شائعًا في مُعظم المُنتجات الكهربائيّة اليوم، حيثُ صنعت أول ذاكرة DRAM بسعة 64 ميجابايت في العالم في عام 1992، وذاكرة 256 ميجابايت في عام 1994 واكرة 1 جيجابايت DRAM في عام 1996. وفي 2004 طورت سامسونج أول شريحة ذاكرة فلاش NAND بسعة 8 جيجا بايت في العالم، وعقدت صفقة معَ شركة أبل في عام 2005 لتزويدها برقائق الذاكرة، وتُعد سامسونج موردًا رئيسيًا لمكونات أبل، حيثُ تقوم بتصنيع معالجات أبل إيه 7 لطراز آيفون 5 إس.

### 2008 إلى الوقت الحاضر: التطوّرات الأخيرة

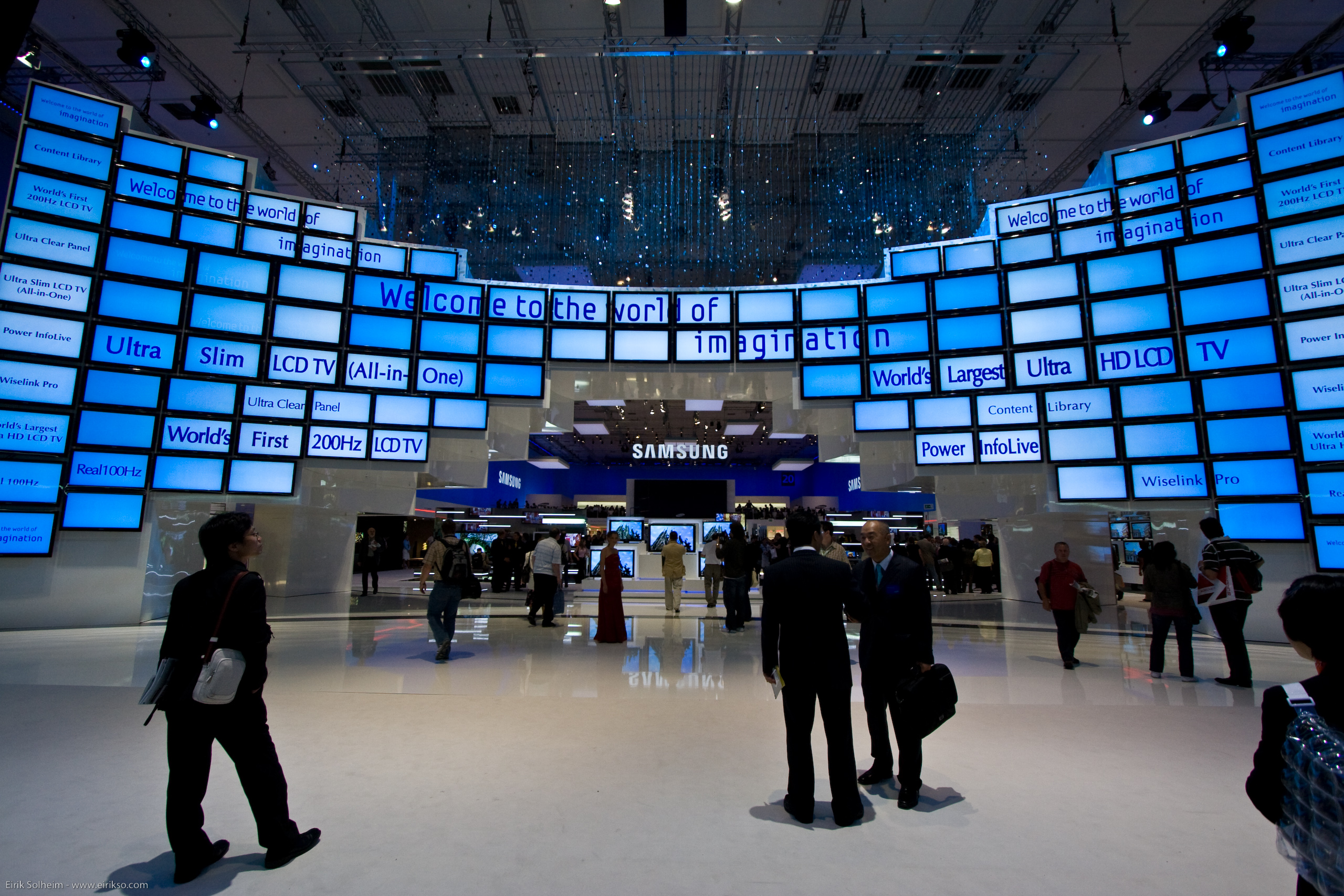
شاشة سامسونج في معرض إيفا برلين 2008 في برلين

سُجِّلت سامسونج أرباحًا صافية أعلى من 5% خِلال الفترة من 2000-2003 وكانت تحقق تلك الأرباح في وقتٍ توقفت فيهِ 16 شركة كورية جنوبية كبرى عن العمل في أعقاب الأزمة غير المسبوقة.
في 2005 تجاوزت سامسونج للإلكترونيات منافستها اليابانيّة سوني لأول مرَّة وأصبحت العلامة التجاريَّة العشرين الأكبر والأكثر شهرة في العالم، وفقًا لقياس انتربراند. وفي 2007 أصبحت سامسونج للإلكترونيات ثاني أكبر شركة مصنعة للهواتف المحمولة في العالم، متجاوزة شركة موتورولا للمرة الأولى. وفي 2009 حقَّقت سامسونج إجمالي إيرادات بلغت 117.4 مليار دولار أمريكي، متجاوزة شركة هوليت-باكارد لتصبح أكبر شركة تقنية في العالم حسب المبيعات.
في 2009 و2010 فرضت الولايات المتَّحدة والاتحاد الأوروبيّ غرامة على تسع شركات متخصصة في صنع الذواكر، وكانت سامسونج من بينها، لدورها في مخطط تحديد الأسعار الذي حدثُ بين عاميّ 1999 و2002. وفي ديسمبر 2010 منح الاتحاد الأوروبي حصانة لشركة إلكترونيات سامسونج لعملها كمخبر أثناء التحقيق حيثُ قامت بتوريط شاشات إل جي [الإنجليزية] وأيه يو أوبترونيكس [الإنجليزية] وChimei InnoLux وتشونغهوا بكتشر توبز [الإنجليزية] وهان ستار ديسبلاي [الإنجليزية].
اكتسبت سامسونج سمعة لعدم أمان استقرارها الماليّ واحتمال ظهور أزمات في المستقبل، وبعد عودته من فترة تقاعد مؤقتة في مارس 2010، صرح لي كون هي أنَ «مستقبل إلكترونيات سامسونج ليس مضمونًا لأنّ مُعظم منتجاتنا الرئيسيَّة ستنتهي في غضون 10 سنواتٍ من الآن».
حددت الشركة هدفًا طموحًا للوصول إلى إيرادات سنوية تبلغ 400 مليار دولار خِلال غضون عشر سنوات، وتَمتلكُ الشركة 24 مركزًا للبحث والتطوير في جميع أنحاءِ العالم، وقد ركزت الشركة في رؤيتها لعام 2020 على البحث والتطوير التقني، ويُشير عدد كبير من الشكاوى عبر الإنترنت أنَ الشركة ضعيفة في خدمة العملاء فيمَا يتعلق بتصميم التِّكنولوجيا والبرامج الخاصّة بها.
في أبريل 2011 باعت إلكترونيات سامسونج عملياتها التجاريَّة في محركات الأقراص الثابتة لشركة سيجيت تكنولوجي مقابل 1.4 مليار دولار أمريكيّ تقريبًا.
في أبريل 2013 أصدرت شركة إلكترونيات سامسونج هواتفها الذكية من سلسلة سامسونج جالكسي إس، حيثُ وفرت سامسونج جالكسي إس 4 للبيع بالتجزئة، وأصدرت «إس 4» بمعالج إكسينوس، باعْتِباره ترقية لجهاز سامسونج جالكسي إس 3 الأكثر مبيعًا، وتمَّ بيعه في بعض الأسواق الدولية.
في يوليو 2013 توقعت إلكترونيات سامسونج أرباحًا أضعف من المتوقع من أبريل إلى يونيو، بينما توقع المحللون قرابة 10.1 تريليون وون، وقدرت شركة إلكترونيات سامسونج أرباحًا تشغيلية قدرها 9.5 تريليون ين ياباني (8.3 مليار دولار). وفي نفس الشهر أستحوذت سامسونج على الشركة المصنعة لجهاز بثُّ الوسائط بوكسي [الإنجليزية] مقابل 30 مليون دولار.
صرح شين جونغ كيون رئيس أعمال الهاتف المحمول في سامسونغ لصحيفة كوريا تايمز في 11 سبتمبر 2013 أنَ سامسونج للإلكترونيات ستعمل على تطوير وجودها في الصين لتعزيز مكانتها في السوق" وفيمَا يتعلق بشركة أبل أكد المسؤول التنفيذيّ لشركة سامسونج أنَّه سيتم إصدار هاتف ذكي 64 بت لمطابقة معالج A7 المستند إلى ARM لطراز Apple iPhone 5s الذي أصدر في سبتمبر 2013.
حقَّقت سامسونج أرباحًا قياسية في الربع الثالث من عام 2013، نظرًا لمبيعات الهواتف الذكية وأرتفع الربح التشغيلي لهذه الفترة إلى حوالي 10.1 تريليون وون (9.4 مليار دولار أمريكي) وهو رقم عززته مبيعات الذواكر للعملاء مثل أبل. وفي 14 أكتوبر 2013 أعتذرت شركة إلكترونيات سامسونج علنًا عن استِخدامُها مكونات تمَّ تجديدها من أجهزة كمبيوتر مكتبية رخيصة لإصلاح المُنتجات عالية الجودة، وذلك بعدَ أنَ كُشف عن المُمَارسات التجاريَّة غير الأخلاقيَّة للشركة في اليوم السابق من قبل مجلّة الشؤون الجارية.
في فبراير 2014 أعلنت شركة "بارنز آند نوبل" عن إطلاقها جهاز "Nook color tablet" الجديد،  وفي يونيو 2014 أعلنت أنَّها ستتعاون معَ سامسونج لتطوير أجهزة لوحية ملونة تحمل علامة تجاريَّة مشتركة باسمِ "سامسونج جالاكسي تاب 4 نوك" (بالإنجليزية: Samsung Galaxy Tab 4 Nook) حيثُ ستحتوي الأجهزة على أجهزة سامسونج، بما في ذلك شاشة مقاس 7 بوصات، وبرنامج نوك المخصص، وسيبدأ بيع أول جهاز في الولايات المتَّحدة في أغسطس 2014،  حيثُ تركز شركة نوك على البرامج والمحتوى، وتُركَّزَ سامسونج على الأجهزة. وتُشير مواصفات المنتج التي نشرتها سامسونج إلى أنَ الجهاز الجديد سيملك نظام تشغيل أندرويد كيت كات ومعالج مركزي رباعي النوى وذاكرة وصول عشوائي تبلغ 1.5 جيجابايت، وواي فاي وبلوتوث، وكاميرا أمامية بدقة 1.2 ميجابكسل، وكاميرا خلفية بدقة 3 ميجابكسل، ودقة شاشة تبلغ 1280 × 800، وسيكون سعره في أسواق التجزئة 199 دولار. " 
قدمت شركة سامسونج الرعاية لحفل توزيع جوائز الأوسكار السادس والثمانين الذي أُقيمَ في 4 مارس 2014، وأستخدمت مضيفة الحفل ألين دي جينيريس هاتف «جلاكسي سامسونج نوت» لالتقاط صورة سيلفي جماعية، ولاحقاً أصبحت ظاهرة فيروسية على الإنترنت، وتبرعت الشركة بمبلغ 3 ملايين دولار أمريكيّ لمنظمتين خيريتين تختارهما ألين دي جينيريس.
في 17 أبريل 2014 أعلنت سامسونج أنَّها ستوقف متجر الكتب الإلكترونيَّة الخاص بها في 1 يوليو 2014، وأنها دخلت في شراكة معَ أمازون في تطبيق «متجر كيندل سامسونج» الذي سيسمح لمستخدمي أجهزة جلاكسي شراء وقراءة المحتوى من الكتب الإلكترونيَّة التابعة لأمازون، وخدمة الكتب المجانية التي تتيح لمستخدمي التطبيق اختيار كتاب إلكترونيّ شهري من مجموعة مختارة من الكتب تقدمها أمازون.
في تقرير لوكالة أسوشيتد برس عن إعلان «بارنز أند نوبل» في 5 يونيو 2014 تعاونه معَ سامسونج لتطوير أجهزة نوك اللوحية، قالت بارنز أند نوبل إنها ستستمر في صنع وبيع أجهزة القراءة الإلكترونيَّة التي تبلغ تكلفتها 99 دولارًا وتُقدَّمُ دعمها للعملاء.
في الربع الأول من 2015 انخفضت أرباح سامسونج إلى 4.35 مليار دولار أمريكيّ بنسبة 39٪ بسببِ المُنافسة الشديدة من هواتف آيفون 6 وآيفون 6 بلس المقدمة من شركة أبل، بِالإضافة إلى عدد كبير من منافسي أندرويد.
في أغسطس 2014 أعلنت شركة سامسونج توصلها لاتفاق للاستحواذ على (بالإنجليزية: سمارت ثينقز, رومنة: SmartThings) الأمريكية،  وأهي خطوة من سامسونج للانتقال إلى إنترنت الأشياء.
في المؤتمر العالمي للجوال 2015 أعلنت سامسونج عن شراكتها معَ إيكيا لِلمُشاركة في تطوير الشحن اللاسلكي الاستقرائي،  وفي يونيو أنشأت سامسونج شركة «سامسونج ديسبلاي سلوشنز»،  حيثُ توفر الشركة الجديدة حلول برامج العملاء.
في 16 يونيو 2016 أعلنت شركة إلكترونيات سامسونج إستحواذها على شركة الحوسبة السحابية جوينت [الإنجليزية] لتنمية وتطوير خدماتها المتعلّقة بالحوسبة السحابية في هواتفها الذكية والأجهزة المتصلة بالإنترنت.
في 14 نوفمبر 2016 أعلنت إلكترونيات سامسونج عن اتفاقية لشراء شركة هارمان للصناعات الدولية الأمريكيَّة لمعدات السيَّارات مقابل 8 مليارات دولار أمريكي. وفي 10 مارس 2017 أكملت الاستحواذ.
في 6 أبريل 2017 ذكرت إلكترونيات سامسونج ارتفاع البيانات الماليَّة في هذا الربع، وقد شكلت رقائق الذاكرة والشاشات المرنة حوالي 68 في المائة من أرباح سامسونج التشغيلية في الربع الأخير من عام 2016، وفي تغيُّر عن السنوات السابقة التي كانَ قطاع الهواتف الذكية المجال الرئيسيّ فيها.
في 2 مايو 2017 حصلت سامسونج على إذن من وزارة الأراضي والبنية التحتية والنقل في كوريا لبدء اختبار تقنية السيارة ذاتية القيادة،  ووفقًا لصحيفة كوريا هيرالد ستستخدم الشركة سيارة هيونداي مخصصة للاختبارات.

## شعار الشركة
- شعار إلكترونيات سامسونج، أستخدم من أواخر 1969 حتّى استبداله في 1979
- شعار إلكترونيات سامسونج، أستخدم من أواخر 1980 حتّى استبداله في 1992
- شعار إلكترونيات سامسونج، أستخدم من أواخر 1993 حتّى استبداله في 2015[65]
- شعار سامسونج النصي والشعار الحالي لشركة إلكترونيات سامسونج الذي تستخدمه منذ عام 2015

### الشعار النصي
- سامسونج لليوم والغد (بالإنجليزية: Samsung For Today and Tomorrow) (1993-2002)
- سامسونج، دعوة الجميع (بالإنجليزية: Samsung, Everyone's Invited) (1999-2005)
- سامسونج، تخيل (بالإنجليزية: Samsung, Imagine) (2005-2007)
- سامسونج، التالي ماذا؟ (بالإنجليزية: Samsung, Next Is What?) (2007-2010)
- سامسونج، قم بتشغيل الغد (بالإنجليزية: Samsung, Turn on Tomorrow) (2010-2011)
- هذي أعجوبة سامسونج (بالإنجليزية: That's the wonder of Samsung) (2010-2011)
- سامسونج، التالي هو الآن (بالإنجليزية: Samsung, The Next Is Now)
- سامسونج، الشيء الكبير التالي هنا (بالإنجليزية: Samsung, The Next Big Thing is Here) (2013-2017)
- افعل أشياء أكبر (بالإنجليزية: Do bigger things)
- سامسونج، أفعل ما تستطيع (بالإنجليزية: Samsung, Do What You Can't) (2017 إلى الوقت الحاضر)

## العمليَّات
تركز الشركة على أربعة مجالات وهي:

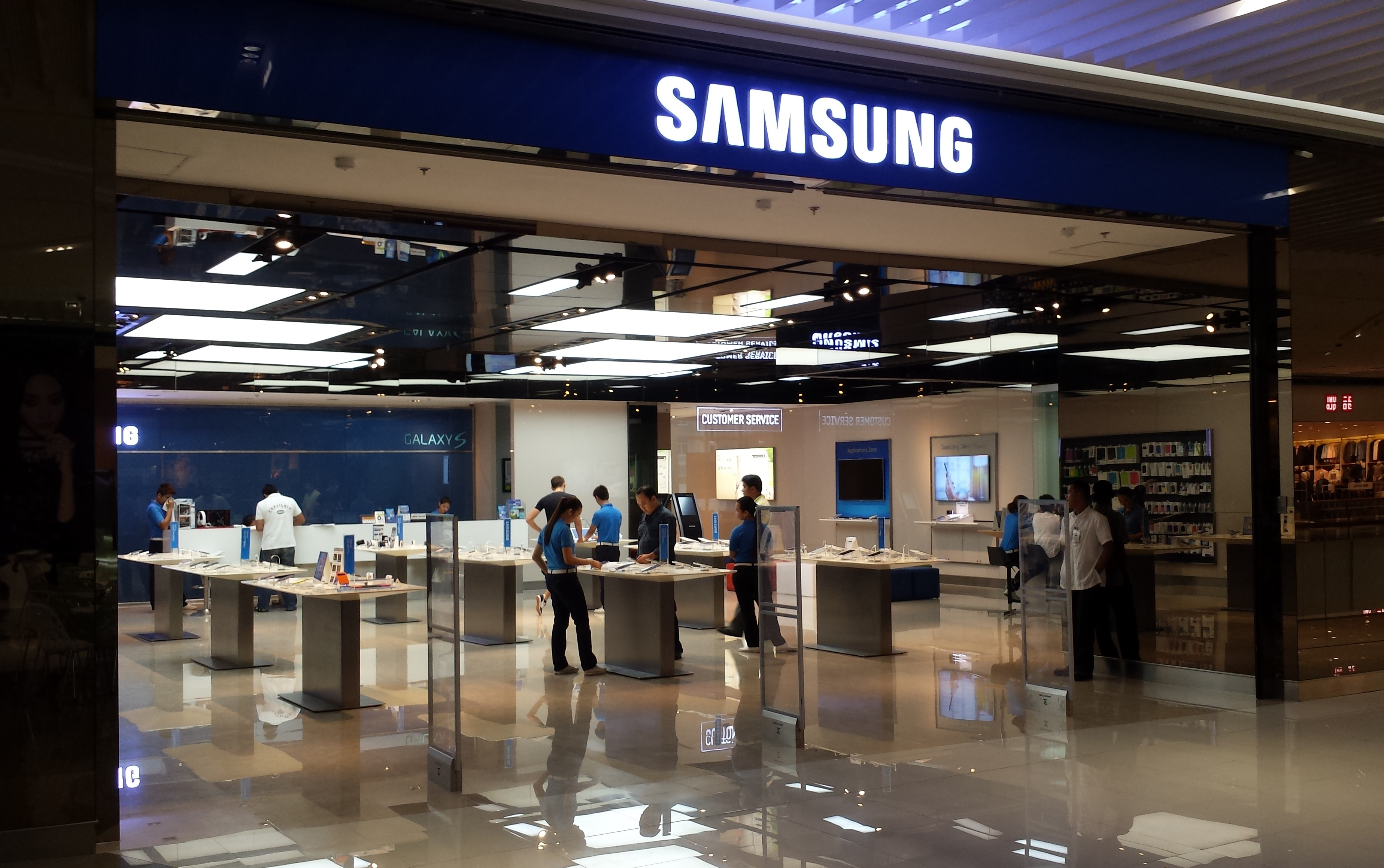
متجر سامسونج في تاجويج بالفلبين.

- الوسائط الرقميَّة: أجهزة الكمبيوتر المحمولة وطابعات الليزر وأما مجال الأجهزة الرقمية فيغطي أجهزة التلفزيون وشاشات الكمبيوتر ومشغلات دي في دي ومشغلات إم بي ثري وكاميرات الفيديو الرقمية، والأجهزة المنزليَّة مثل الثلاجات والمكيفات وأجهزة تنقية الهواء والغسالات وأفران الميكروويف والمكانس الكهربائية.[66]
- أشباه الموصلات: رقائق أشباه المُوصِلات مثل إس دي رام (SDRAM) وذاكرة الوصول العشوائي الساكنة (SRAM) وذاكرة فلاش وميضية (NAND)، والبطاقات الذكية، وأجهزة استقبال التلفزيون المحمولة، ومستشعرات صور سيموس (CMOS)، والدوائر المتكاملة.
- شبكة الاتصالات: أجهزة رقمية متعددة المنافذ والفاكس، والأجهزة الخلوية مثل الهواتف المحمولة وهواتف المساعد الرقمي الشخصي، والأجهزة الهجينة التي تُسمى المحطات الذكية المتنقلة (MITs)، وأجهزة استقبال الأقمار الصناعية.
- الأجهزة الرقميَّة شاشات LCD‏:[67] إنتاج لوحات TFT-LCD والصمام الثنائي الباعث للضوء (OLED) لأجهزة الكمبيوتر المحمولة وشاشات سطح المكتب وأجهزة التلفزيون.

تأسَّست سامسونج برنت (بالإنجليزية: Samsung Print) في 2009 ككيان منفصل للتركيز على مبيعات بي 2 بي وأصدرت مجموعة واسعة من الأجهزة والطابعات متعددة الوظائف. وفي 2018 باعت سامسونج أعمال الطباعة الخاصّة بها إلى HP.

## المُنتجات
تنتج إلكترونيات سامسونج لوحات LCD وLED، وهواتف محمولة، وشرائح الذاكرة، وفلاش NAND، ومحركات الأقراص الصلبة، وأجهزة التلفزيون، وشاشات السينما الرقمية، وأجهزة الكمبيوتر المحمولة، وقد أنتجت الشركة في السابق محركات أقراص صلبة والطابعات.

### شاشات إل سي دي وإل أي دي

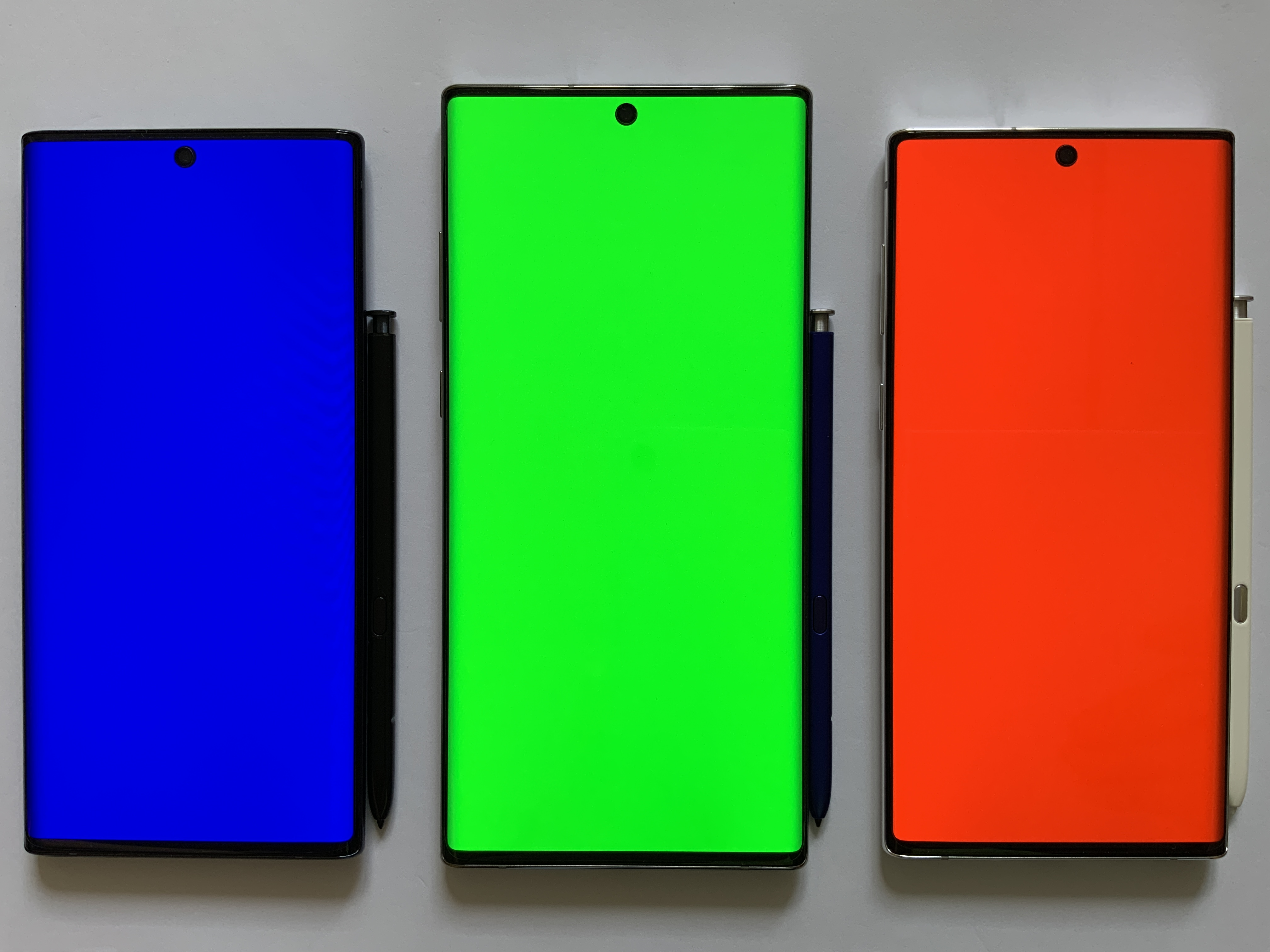
هاتف سامسونج جالكسي نوت 10، بشاشة Dynamic AMOLED Infinity-O

بحلول 2004 كانت سامسونج أكبر شركة مصنعة لشاشات أو إل أي دي في العالم، بحصّة سوقية بلغت 40 بالمائة في جميع أنحاءِ العالم،  واعتبارًا من عام 2018 تمتلك 98٪ من سوق أموليد العالمي. وحقَّقت الشركة 100.2 مليون دولار من إجمالي 475 إيرادات في سوق «أو إل أي دي» العالميّ في 2006. وحصلت على أكثر من 600 براءة اختراع أمريكيَّة وأكثر من 2800 براءة اختراع دولية، ممَّا جعلها أكبر مالك لبراءات اختراع تقنية أموليد.
تستخدم هواتف سامسونج الذكية أموليد الحاليَّة علامتها التجاريَّة سوبر أموليد ومعَ إطلاقها سامسونج ويف إس 5800 في يونيو 2010 وسامسونج i9000 جلاكسي إس في يناير 2011، أعلنت سامسونج عن «شاشات سوبر اموليد بلس»  التي تُقدِّم العديد من التطويرات على شاشات سوبر أموليد القديمة بمصفوفة شريطية حقيقية، وشكل أرق، وصورة أكثر إشراقًا وتقليل 18 بالمائة من استهلاك الطاقة.
في أكتوبر 2007 قدمت سامسونج شاشة تلفزيون إل سي دي بسماكة 10 مم، بقياس 40 بوصة، وفي أكتوبر 2008 قدمت أول شاشة مقاس 7.9 مم في العالم. وطورت سامسونج لوحات لشاشات إل سي دي مقاس 24 بوصة (3.5 مم) وأجهزة كمبيوتر محمولة مقاس 12.1 بوصة). وفي 2009 نجحت سامسونج في تطوير شاشة لأجهزة تلفزيون إل أي دي مقاس 40 بوصة، وسمك 3.9 ملم، وتُعرف باسم "Needle Slim"، وهي شاشة رفيعة بسماكة ورقتي عملة.
حافظت الشركة على أداء الموديلات السابقة، معَ تقليل السماكة بشكلٍ كبير، بما فيها شاشة دقة عالية الوضوع 1080p ومعدل تحديث هرتز 120، ونسبة تباين 5000:1. وفي 6 سبتمبر 2013 أطلقت سامسونج تلفزيون أو إل أي دي المنحني مقاس 55 بوصة (طراز KE55S9C) في المملكة المتَّحدة.
في أكتوبر 2013 نشرت سامسونج بيانًا صحفيًا لتقنية العرضُ المنحنية في طراز الهاتف الذكي سامسونج جالكسي راوند، ووصف البيان الصحفي المنتج بأنَّه «أول شاشة عرضُ مرنة فائقة الدقة بالكامل سوبر أموليد يتم تسويقها في العالم».
في عام 2020، أعلنت شركة Samsung Display تركها لأعمال شاشات الكريستال السائل.

### الهواتف المحمولة

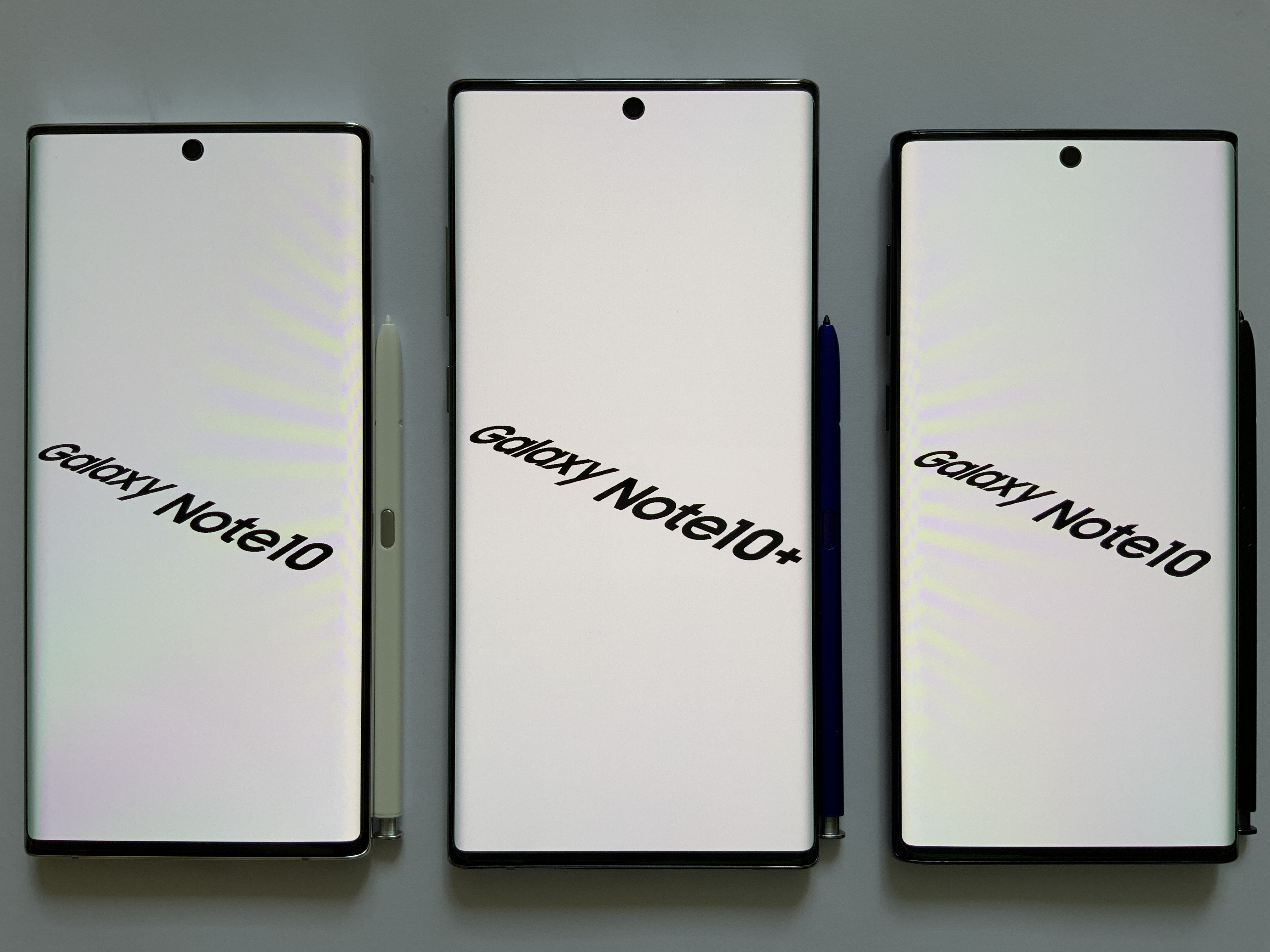
هواتف سامسونج جالكسي نوت 10 الذكية

على الرغم من أنَ شركة سامسونج صنعت هواتف محمولة بتصميم صدفي،  لكنّ تُعدّ سلسلة سامسونج جالكسي إس للهواتف الذكية الرائدة في إنتاج الشركة، ويعتبرها الكثير منافسًا مباشرًا لهواتف أي فون. والذّي تمَّ إطلاقه مبدئيًا في سنغافورة وماليزيا وكوريا الجنوبيَّة في يونيو 2010،  وتلتها الولايات المتَّحدة في يوليو، وباعت سامسونج أكثر من مليون هاتف خِلال أول 45 يومًا للبيع في الولايات المتحدة.
في حين أنَ العديد من الشركات المصنعة للهواتف الأُخرى ركزت على نظام تشغيل واحد أو اثنين، فقد استخدمت سامسونج لبعض الوقت العديد منها: سيمبيان وويندوز فون وتايزن المُستندة إلى لينكس وتتش-وز وبادا وتايزن.
بحلول عام 2013 تركت سامسونج جميع أنظمة التشغيل باستثناءِ أندرويد وويندوز فون وقد أصدرت سامسونج ما لا يقل عن 43 هاتفًا أو جهازًا لوحيًا يعمل بنظام أندرويد واثنين من هواتف ويندوز.
في نهاية الربع الثالث من عام 2010، تجاوزت الشركة علامة 70 مليون وحدة في الهواتف المشحونة ممَّا منحها حصّة في السوق العالميَّة بنسبة 22 في المائة تليها نوكيا بنسبة 12 في المائة. بشكلٍ عام، باعت الشركة 280 مليون هاتف محمول في عام 2010، بما يُعادل حصّة سوقية تبلغ 20.2٪. تفوقت الشركة على أبل في مبيعات الهواتف الذكية في جميع أنحاءِ العالم خِلال الربع الثالث من عام 2011، بحصة سوقية إجمالية بلغت 23.8٪، مقارنة بحصة أبل البالغة 14.6٪. أصبحت سامسونج أكبر شركة لتصنيع الهواتف المحمولة في العالم في عام 2012، حيثُ بلغت مبيعاتها 95 مليونًا في الربع الأول.
خِلال الربع الثالث من عام 2013 تحسنت مبيعات الهواتف الذكية من سامسونج في الأسواق الناشئة مثل الهند والشرق الأوسط حيثُ انتشرت الهواتف الرخيصة، وتُقدِّم الشركة 40 طرازًا للهواتف الذكية على موقعها الإلكترونيّ في الولايات المتَّحدة حتَّى 2013، وفي 2019 أعلنت سامسونج توقفها عن إنتاج الهواتف المحمولة في الصين بسببِ نقص الطلب الصيني. توظف سامسونج أكثر من 200 ألف موظف في منطقة هانوي بفيتنام لإنتاج الهواتف الذكية. وتصنيع أجزاء كبيرة من هواتفها في الهند.

### أشباه المُوصِلات

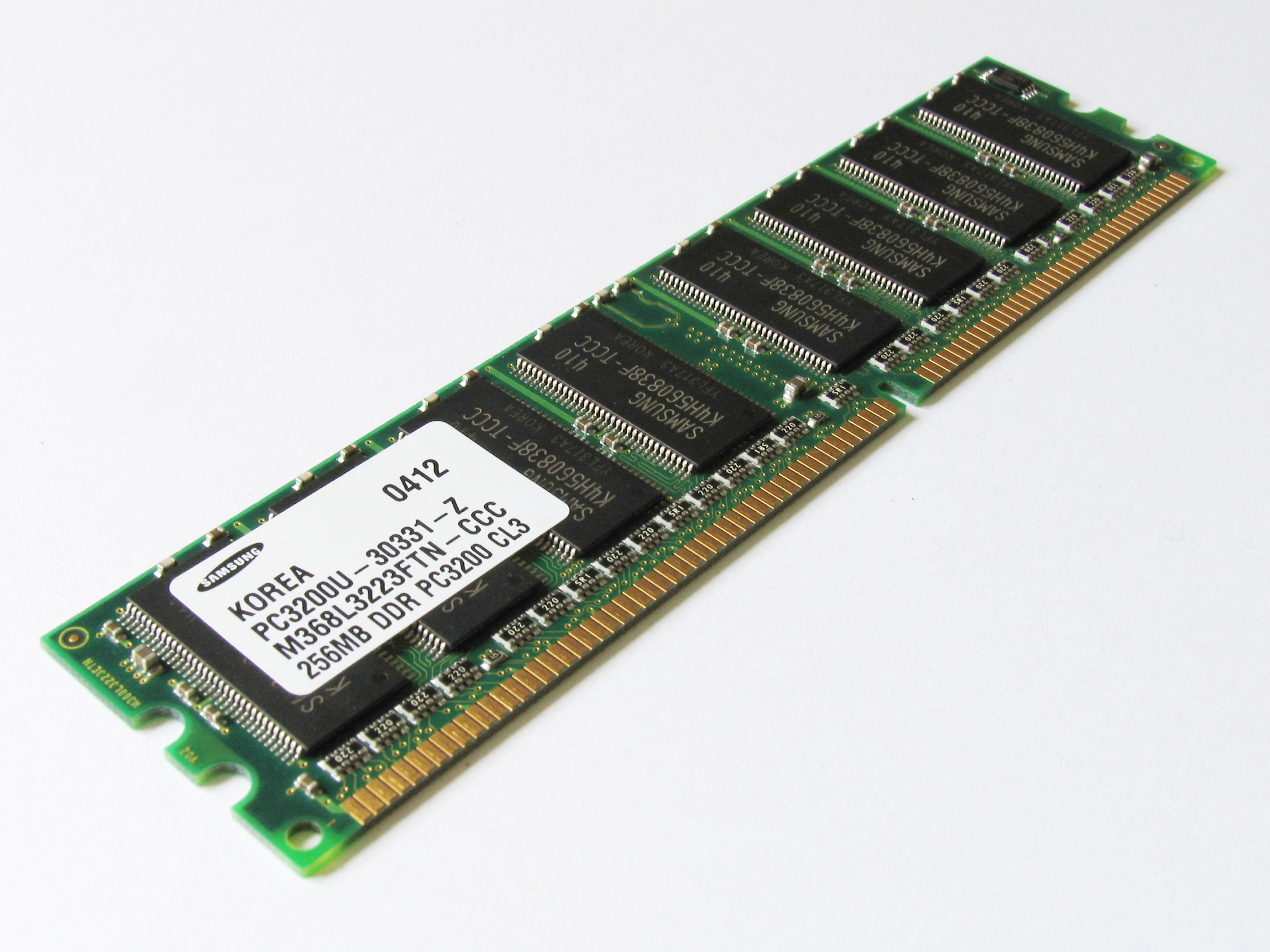
وحدة سامسونج ذاكرة الوصول العشوائي الديناميكية المتزامنة ذات معدل البيانات المزدوجة

تُعد إلكترونيات سامسونج أكبر شركة لتصنيع شرائح الذاكرة في العالم منذُ عام 1993،  وتُعد أكبر شركة لأشباه المُوصِلات منذُ 2017،  حيثُ يقوم قسم أشباه المُوصِلات في سامسونج بتصنيع العديد من أجهزة أشباه الموصلات، بما فيها وترانزستورات موسفت، ورقائق الدوائر المتكاملة، وذواكر أشباه المُوصِلات.
منذُ أوائل التسعينات قدِّمت إلكترونيات سامسونج عددًا من تقنيات الذاكرة الجديدة،  وقدمت إس دي رام ذاكرة الوصول العشوائي الديناميكية المتزامنة في عام 1992،  ولاحقًا ذاكرة الوصول العشوائي الديناميكية المتزامنة ذات معدل البيانات المزدوجة و (رسومات DDR) إس دي رام في عام 1998. وفي 2009 بدأت سامسونج في إنتاج ذاكرة فلاش من فئة 30 نانومتر،  وفي عام 2010 نجحت في الإنتاج الضخم لفئة درام 30 نانو متر، وفلاش ناند فئة 20 نانومتر لأول مرَّة في العالم. وقدمت أيضًا خلية ثلاثية المستوى (TLC) في عام 2010، وفلاش ناند في عام 2013،  وقدمت معدل البيانات المزدوجة منخفض الطاقة [الإنجليزية] (بالإنجليزية: LPDDR4) في عام 2013، وذاكرة النطاق الترددي العالي [الإنجليزية] ‏(HBM2) في عام 2016،  وقدمت ذاكرة الوصول العشوائي الديناميكية المتزامنة ذات معدل البيانات المزدوجة للرسومات [الإنجليزية]
(GDDR6) في يناير 2018،  ومعدل البيانات المزدوجة منخفض الطاقة ‏(LPDDR 5) في يونيو 2018.
أصبحت سامسونج رائدة في تصنيع أجهزة أشباه الموصلات في 2006، وبدأت سامسونج في الإنتاج الضخم لعشرين عملية تصنيع لأشباه الموصلات فئة نانومتر في عام 2010،  تلتها عملية FinFET فئة 10 نانومتر في عام 2013،  وتلتها FinFET فئة 7 نانومتر في 2018، كما بدأت إنتاج أول معالج 5 نانومتر في أواخر عام 2018،  وتخطط لإنتاج جهاز متعدد البوابات (GAAFET) فئة 3 نانومتر بحلول عام 2021.
وفقًا لشركة أبحاث السوق جارتنر احتَّلت إلكترونيات سامسونج المركز الأول في قطاع DRAM خِلال الربع الثاني من عام 2010، بسببِ المبيعات السريعة في السوق العالمية، وقالت جارتنر إنَّ الشركة احتَّلت المرتبة الأولى في الترتيب، تليها هاينكس والبيدا وميكرون.
في عام 2010 توقع باحث السوق «آي سي إنسايتس» أنَ تُصبح سامسونج أكبر مورد لشرائح أشباه الموصلات في العالم بحلول عام 2014، متجاوزة شركة إنتل، حيثُ بلغَ معدل النمو السنوي المركب لشركة سامسونج خِلال الفترة (1999 إلى 2009) في إيرادات أشباه المُوصِلات 13.5 بالمائة، مقارنة بـ 3.4 بالمائة لشركة إنتل. وأعلنت «آي سي إنسايتس» وجارتنر أنَ سامسونج كانت رابع أكبر شركة مصنعة للرقاقات في العالم في 2015. وفي 2017 تجاوزت سامسونج شركة إنتل لتصبح أكبر شركة لأشباه المُوصِلات في العالم.
 في الربع الثاني من 2020 تخطط الشركة لبدء الإنتاج الضخم لرقائق 5 نانومتر.

### محركات الحالة الثابتة
أطلقت شركة سامسونج تسويق لمحرك أقراص «إس إس دي» في 2016 بحجم 15.36 تيرابايت بسعر 10 ألف دولار أمريكيّ، بسماكة 3.5 بوصة. وكانت هذه هي المرة الأولى التي تتمتع فيها أقراص «إس إس دي» المتاحة تجارياً بسعة أكبر من «أكبر محرك أقراص صلبة متاح حاليًا». وفي 2018 طرحت سامسونج محرك أقراص «إس إس دي» سعة 30.72 تيرابايت في السوق، وقدِّمت سامسونج محرك أقراص (NVMe)‏ «إس إس دي» بسرعة قراءة تبلغ 3500 ميجابايت/ثانية وسرعة كتابة تبلغ 3300 ميجابايت/ثانية في نفس العام. وفي 2019 قدِّمت سامسونج محركات أقراص صلبة قادرة على سرعات قراءة وكتابة متسلسلة تبلغ 8 جيجابايت/ثانية و1.5 مليون «عملية إدخال/إخراج في الثانية»، قادرة على نقل البيانات من الرقائق التالفة إلى الرقائق غير التالفة، للسماح للقرص بمواصلة العمل بشكلٍ طبيعي، وإن كانَ بسعة أقل.
تنتج سامسونج أيضًا محركات أقراص الحالة الصلبة المحمولة للمستهلكين بِاستخدام موصل يو إس بي - فئة سي الجيل الثاني، وتُوفر محركات أقراص بسرعة قراءة تبلغ 1,050 ميجابايت/ثانية، وسرعة كتابة تبلغ 1000 ميجابايت/ثانية، ومتوفرة في طرز 500 جيجابايت و1 تيرابايت و2 تيرابايت.

### محركات الأقراص الصلبة

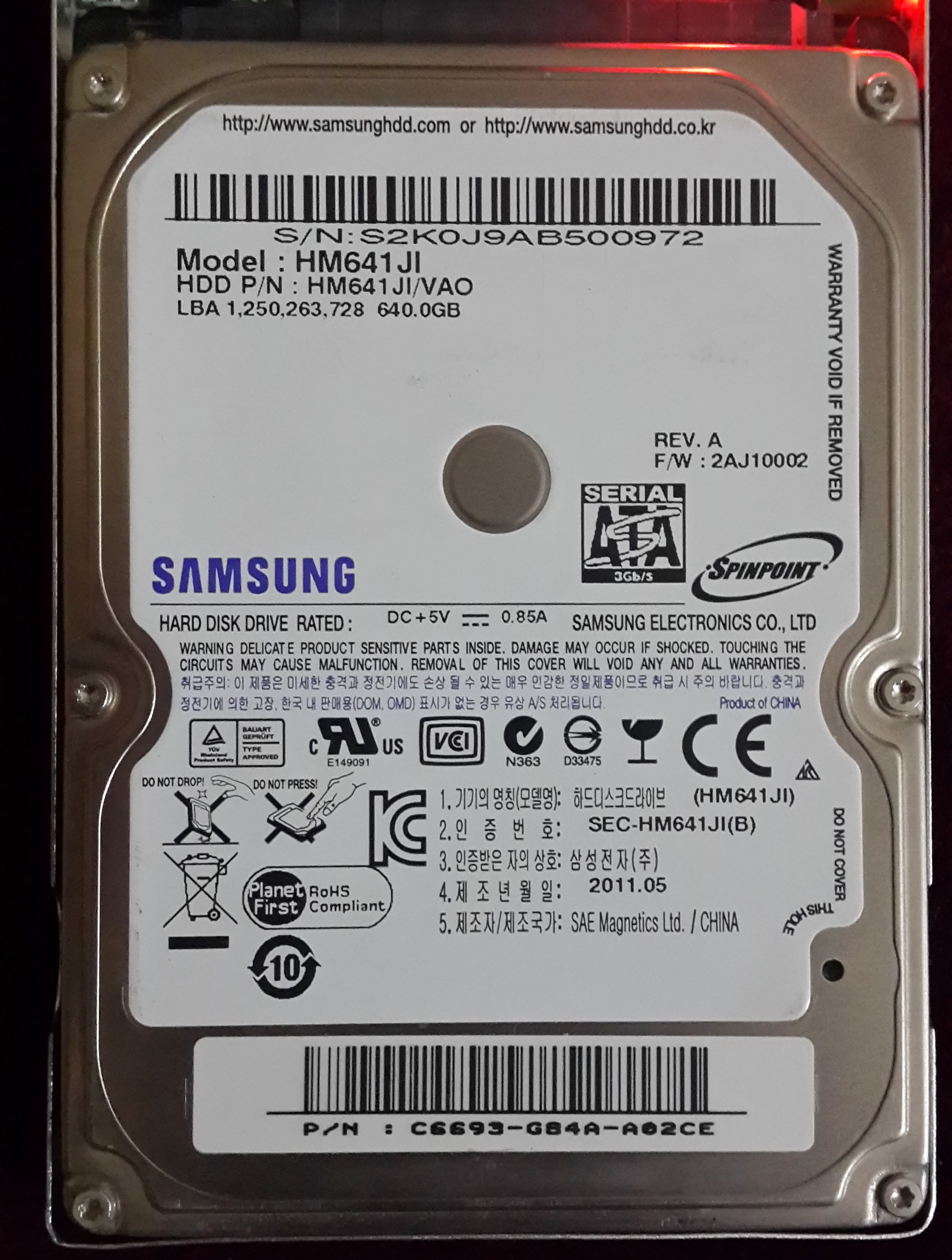
محرك أقراص سامسونج Spinpoint بسعة 640 جيجابايت

في مجال وسائط تخزين البيانات حقَّقت سامسونج في 2009 حصّة سوق عالمية بلغت 10 بالمائة بعدَ إصدارها محرك أقراص ثابت جديد قادر على تخزين 250 جيجابايت بمقاس 2.5 بوصة. وفي 2010 بدأت الشركة في تسويق محرك الأقراص الثابتة 320 جيجابايت لكل قرص، وهو الأكبر في الصناعة وكانت تركز على بيع محركات الأقراص الصلبة الخارجية، وبعدَ أنَ منيت بخسائر ماليَّة باعت قسم الأقراص الصلبة لشركة سيجيت تكنولوجي في عام 2011 مقابل حصّة ملكية 9.6٪ في سيجيت.

### التلفزيونات

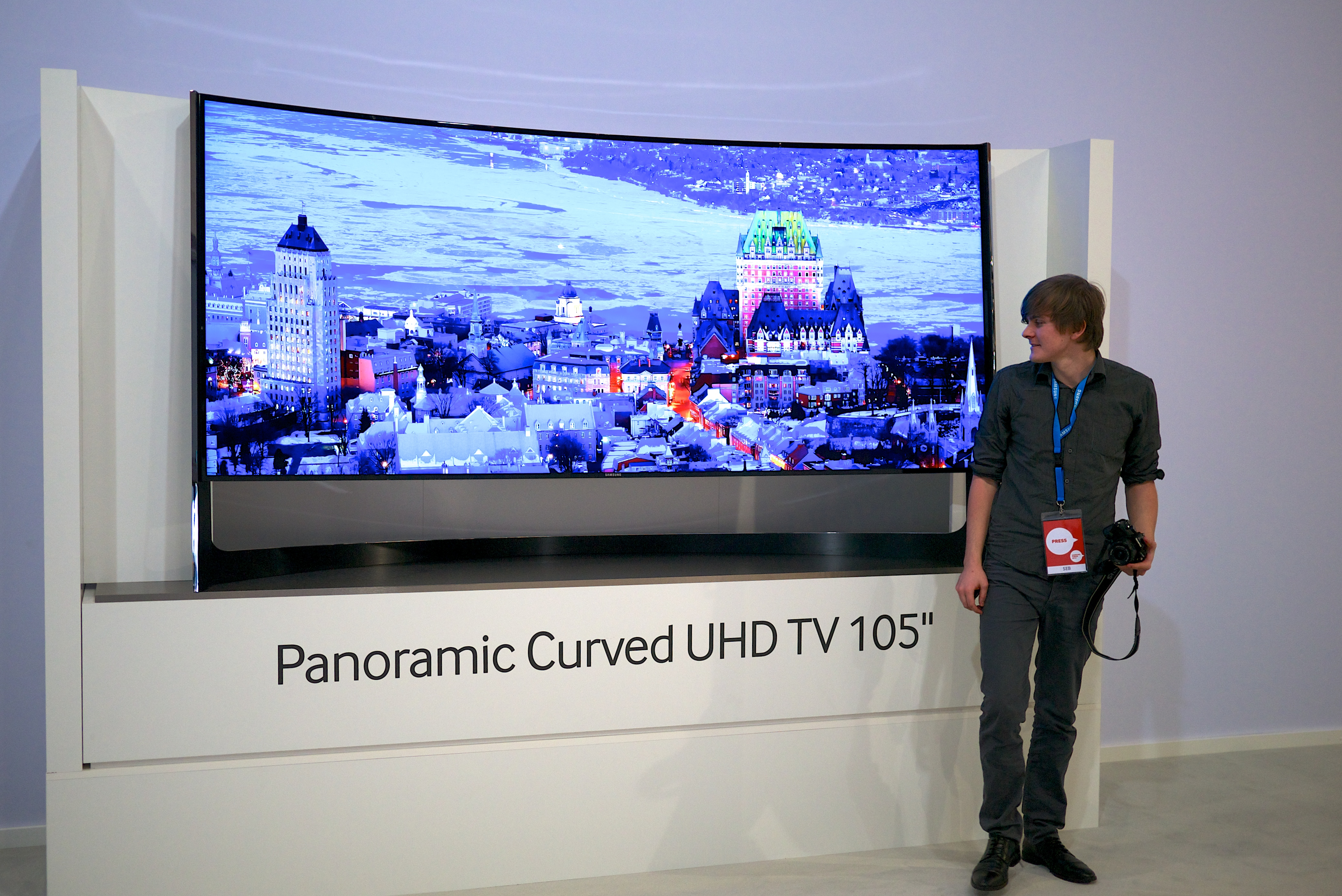
تلفزيون سامسونج 105 بوصة فائق الدقة

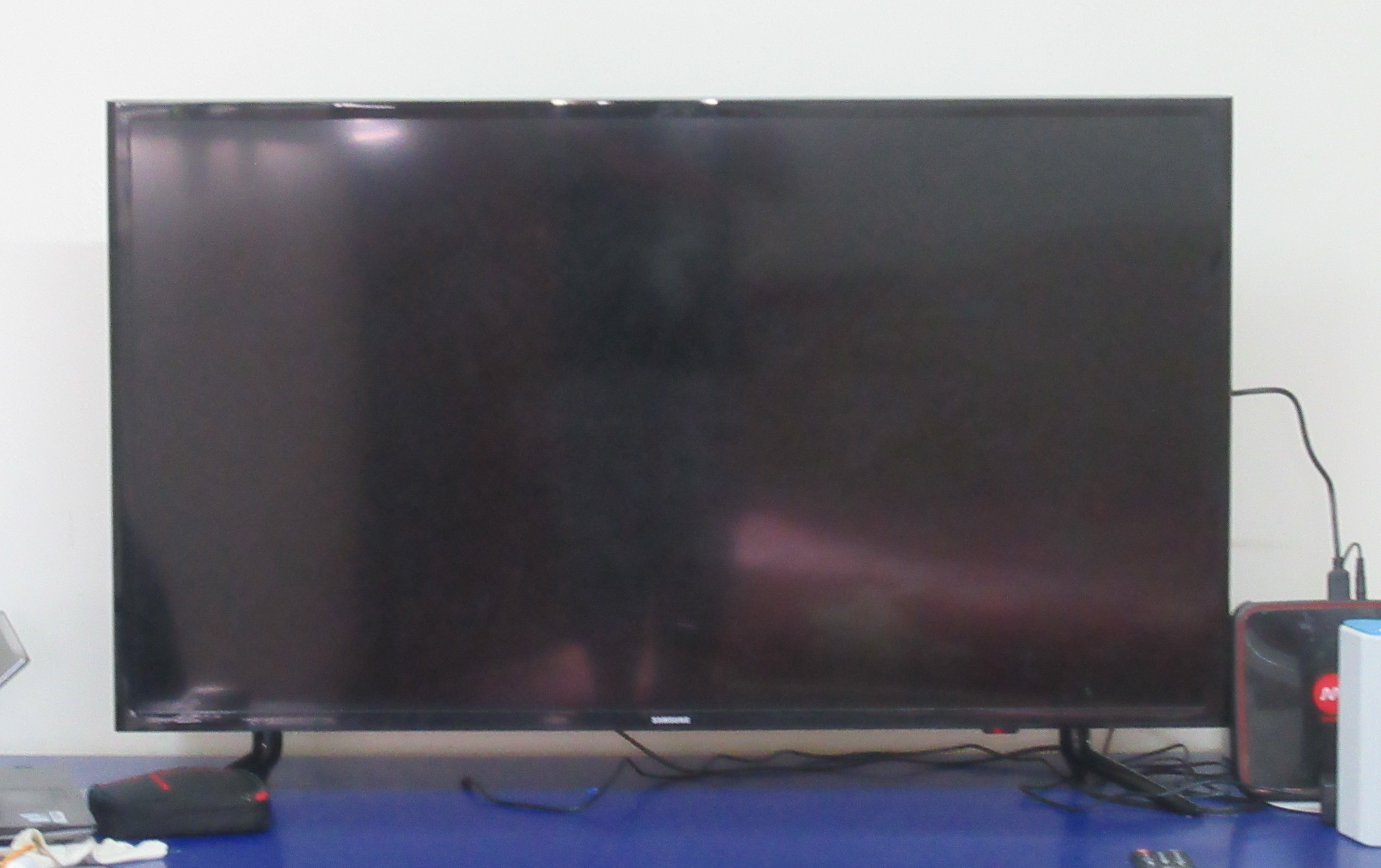
تلفزيون سامسونج ال أي دي 31 بوصة

في 2009 باعت سامسونج حوالي 31 مليون جهاز تلفزيون بشاشة مسطحة، ممَّا مكنها من الحفاظ على أكبر حصّة سوقية في العالم للعام الرابع على التوالي،  وأطلقت سامسونج أول تلفزيون لها بتقنية إل إي دي ثلاثية الأبعاد عالية الدقة في مارس 2010،  وعرضت سامسونج المنتج في معرض الإلكترونيّات الاستهلاكيّة الدوليّ (CES 2010) الذي عقد في لاس فيغاس.
باعت سامسونج أكثر من مليون جهاز تلفزيون ثلاثي الأبعاد في غضون ستة أشهر من إطلاقه،  كما ظهرت لأول مرَّة في المسرح المنزلي ثلاثي الأبعاد (HT-C6950W) الذي يسمح للمستخدم بالاستمتاع بالصورة ثلاثية الأبعاد والصوت المحيط في نفس الوقت، وأصبحت سامسونج أول شركة في الصناعة لديها مجموعة كاملة من العروض ثلاثية الأبعاد، بما في ذلك التلفزيون ثلاثي الأبعاد ومشغل بلو راي ثلاثي الأبعاد والمحتوى ثلاثي الأبعاد والنظارات ثلاثية الأبعاد.
في 2007 طرحت سامسونج «تلفزيون الإنترنت» الذي يُمكن المشاهد من تلقي المعلومات من الإنترنت أثناء مشاهدة البرامج التلفزيونيَّة التقليديّة في نفس الوقت، وطورت سامسونج لاحقًا "Smart LED TV" والذّي أُعِيدَ تسميته إلى "Samsung Smart TV"،  حيثُ يدعم تطبيقات التلفزيون الذكية، وفي 2008 أطلقت الشركة خدمة Power Infolink، تلتها في 2009 خدمة «التلفزة عبر الإنترنت» الجديدة بالكامل، وفي 2010 بدأت في تسويق التلفزيون ثلاثي الأبعاد أثناء الكشف عن ترقية «التلفزة عبر الإنترنت» في 2010، والذّي يوفر تنزيل التطبيقات من متجر سامسونج، بِالإضافة إلى الخدمات الحاليَّة مثل الأخبار والطقس وسوق الأوراق المالية، وأشرطة فيديو وأفلام يوتيوب.
تُقدِّم سامسونج تطبيقات خدمات متميزة مقابل رسوم في عدد قليل من البلدان بما فيها كوريا والولايات المتحدة، وتقومُ تصميم الخدمات بما يناسب كلّ منطقة، وتخطط سامسونج لتقديم تطبيقات موجهة للعائلات مثل برامج الرعاية الصحيّة وإطارات الصور الرقميَّة بِالإضافة إلى الألعاب، وتشتملُ مجموعة أجهزة التلفزيون الذكية من سامسونج على تطبيقات ITV Player والطيور الغاضبة التي يتم التحكم فيها عبر الحركة.

#### تايزن
تعمل أجهزة التلفزيون الذكية من سامسونج على تشغيل نظام تشغيل مخصص من نظام التشغيل تايزن مفتوح المصدر الذي يعمل بنظام لينكس،  ونظرًا لحصة سامسونج العالية في سوق التلفزيون الذكي، فقد باعت ما يقرب من 20٪ من أجهزة التلفزيون الذكية في جميع أنحاءِ العالم في عام 2018، وفي 2019 أعلنت سامسونج أنَّها ستقدم تطبيق أبل تي في وتدعم AirPlay 2 لأجهزة التلفزيون الذكية لعامي 2019 و2018.

### الطابعات

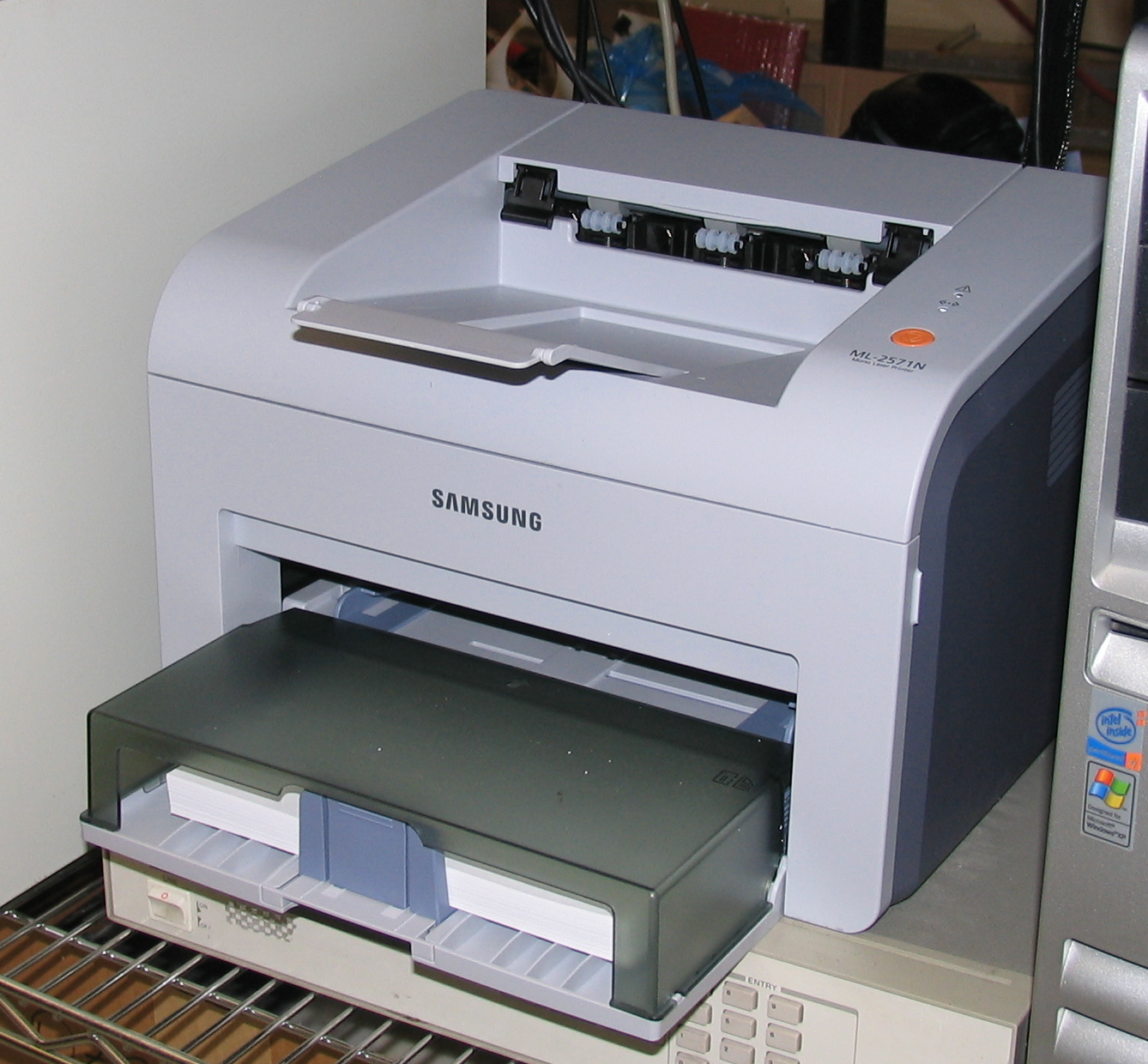
طابعة سامسونج من فئة ML-2571N

أنتجت سامسونج سابقاً طابعات للمستهلكين وللاستخدام التجاري، بما في ذلك الطابعات أحادية الليزر والطابعات الليزرية الملونة، والطابعات متعددة الوظائف، وطابعات عالية السرعة وطابعات متعددة الوظائف الرقمية، قبل أنَ تترك مجال الطابعات في 2017 وتبيع قسم الطابعات إلى شركة إتش بي في خريف 2017. في عام 2010 قدمت الشركة أصغر طابعة أحادية الليزر في العالم ML-1660 وطابعة ليزر ملونة متعددة الوظائف CLX-3185.

### مكبرات الصوت
في 2017 أستحوذت سامسونج على هارمان للصناعات الدولية،  التي تصنع سماعات الأذن تحت العديد من الأسماء التجاريَّة.

### الكاميرات

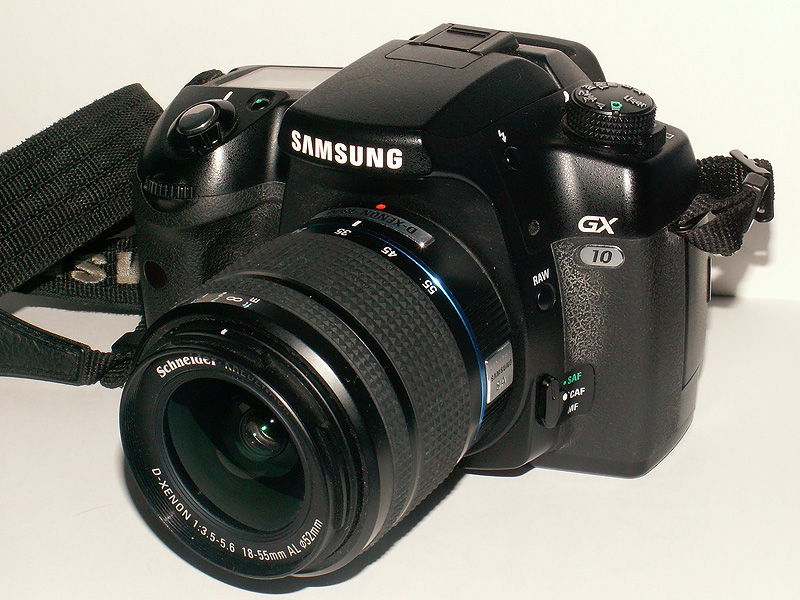
كاميرا سامسونج GX-10 SLR الرقمية

طرحت سامسونج عدَّة طرازات من الكاميرات الرقمية وكاميرات الفيديو، بما فيها كاميرا WB550، وكاميرا ST550 المثبتة على شاشة إل سي دي المزدوجة، وكاميرا HMX-H106 عالية الدقة المثبتة على محرك أقراص مزود بذاكرة مصنوعة من مكونات صلبة سعة 64 جيجابايت، وفي 2009 احتَّلت الشركة المركز الثالث في قطاع الكاميرات المدمجة، ومنذُ ذلك الحين ركزت الشركة بشكلٍ أساسي على العناصر ذات الأسعار الأعلى، وفي 2010 أطلقت الشركة كاميرا NX10 وهي كاميرا ذات عدسة قابلة للتبديل من الجيل التالي.

## متاجر سامسونج

### كوريا
تملك سامسونج متاجر خدمات متنوعة في جميع أنحاءِ كوريا الجنوبية، تعرض فيها العديد من منتجات سامسونج المتاحة للشراء، وتملّك أيضاً مراكز صيانة،  ومخازن مخصصة لتركيب الأجهزة المنزليَّة الكبيرة مثل التلفزيونات وغسالات الصحون والثلاجات، ومتاجر لبيع وإصلاح منتجات الذاكرة، مثل محركات أقراص الحالة الصلبة.

### كندا

#### تورنتو

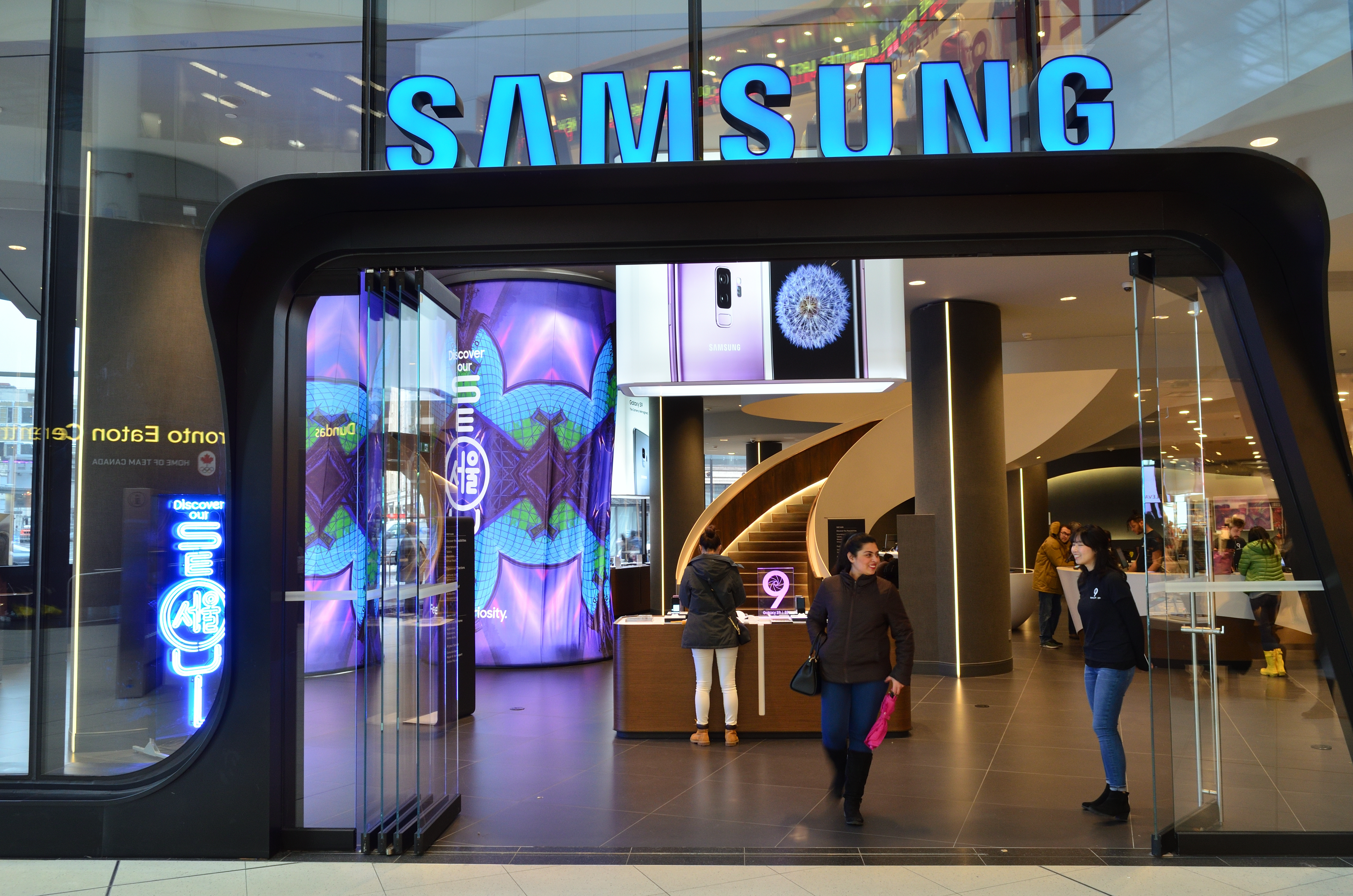
متجر سامسونج إكسبيرينس في مركز تورنتو إيتون

تمتلك سامسونج 4 متاجر سامسونج إكسبيرينس مختلفة في تورونتو، ويَقع الموقع الرئيسيّ داخل مركز تورنتو إيتون [الإنجليزية] ويتكوَّن من طابقين، حيثُ توجد في الطابق الأول هواتف وأجهزة لوحية وساعات ذكية وإلكترونيات وملحقات أُخرى معروضة، وقسم للواقع الافتراضي حيثُ يُمكن لعب ألعاب VR والجلوس على كرسي لمشاهدة مقاطع الفيديو في VR، مثل ركوب الأفعوانية. وفي الطابق الثاني قسم الأدوات المنزليَّة حيثُ تعرض ثلاجات ومواقد وأجهزة منزلية وشاشات التلفزيون الكبيرة ويُوجد قسم للضمان والإصلاحات.
والمواقع الثلاثة الأُخرى في مركز سكاربورو تاون، وحدائق شيرواي، ومركز تسوق Yorkdale.

#### مواقع أُخرى
تمتلك سامسونج 3 متاجر سامسونج إكسبيرينس في كندا خارج تورونتو  وهي:
- ادمونتون - ويست ادمونتون مول
- فانكوفر- متروبوليس في متروتاون
- مونتريال - مركز مونتريال إيتون

### الهند
افتتحت سامسونج أكبر متجر لها في العالم في بنغالور بمساحة تبلغ 33000 قدم مربع. ويُسمى أيضًا باسمِ Samsung Opera House.

### الولايات المتَّحدة الأمريكيَّة
تمتلك سامسونج 4 متاجر سامسونج إكسبيرينس في الولايات المتحدة:
- هيوستن - الغاليريا
- لوس أنجلوس - أمريكانا في براند
- نيويورك - روزفلت فيلد
- سان فرانسيسكو - مركز تسوق ستانفورد

#### متاجر معتمدة
بِالإضافة إلى هذه المواقع، تدير سامسونج متجر سامسونج إكسبيرينس داخل متاجر بست باي.

## مجلس الإدارة
حولت سامسونج نظام إدارتها في ديسمبر 2010 من نظام مدير تنفيذي واحد تحت إشراف تشوي جي سونغ [الإنجليزية] إلى فريق إداري مكون من شخصين وهما تشوي جي سونغ الرئيس التنفيذيّ ونائب الرئيس، ولى جاي يونج الرئيس ومدير العمليات. وفي يونيو 2012 عينت سامسونج كوون أوه هيون [الإنجليزية] رئيساً تنفيذياً للشركة.
أعادت سامسونج أيضًا تنظيمُ قواعدها التسويقيَّة الخارجيَّة تماشيًا معَ التغييراتِ في السوق، بما في ذلك شركة فرعيَّة إقليمية مشتركة بين بريطانيًا وأوروبا القارية، وشركة فرعيَّة إقليمية مشتركة بين الصين وتايوان، وفي عام 2012 عينت سامسونج جونغ كيون شين (JK Shin) في منصب الرئيس التنفيذيّ لشركة إلكترونيات سامسونج للمنتجات الاستهلاكيّة المتنقلة.
أضافت الشركة قسمًا جديدًا لأعمال التصوير الرقمي في عام 2010، حيثُ يَتألَّف من ثمانية أقسام في العرضُ وحلول تكنولوجيّاً المعلومات والإلكترونيات الاستهلاكيّة واللاسلكي والشبكات وأشباه المُوصِلات وشاشات الكريستال السائل، ودمجت سامسونج الإلكترونيّات الاستهلاكيّة ومكيفات الهواء في عام 2010 تحت قسم أعمال الإلكترونيّات الاستهلاكية، ودمجت أجهزة فك التشفير معَ قسم عرضُ الأعمال المرئية (بالإنجليزية: Visual Display Business).
كانت إعادة تنظيمُ الشركة في ديسمبر 2010 على النحو التالي: من بين الأقسام الثمانية، شهد قسم الشبكة وقسم التصوير الرقمي تعيينات جديدة، بينما تمت المُحافظة على الأقسام المُتبقية وفقًا لنتائجها.
- الرئيس التنفيذي، نائب الرئيس: تشوي جي سونغ [الإنجليزية]
- المدير المالي: الرئيس يون جو هوا / Yoon Ju-hwa
- كبير مسؤولي العمليات، الرئيس: لى جاي يونج
- الرئيس التنفيذي، الرئيس: جونغ كيون شين / JK Shin

أسماءُ أعضاء مجلس الإدارة:
| أعضاء مجلس الإدارة                | أعضاء مجلس الإدارة                                        |
| الاسم                             | المنصب                                                    |
| --------------------------------- | --------------------------------------------------------- |
| تشوي جي سونغ / Choi Gee-sung      | نائب رئيس مجلس الإدارة والرئيس والمدير التنفيذي           |
| يون جو هوا / Yoon Ju-hwa          | المدير المالي                                             |
| تيم باكستر / Tim Baxter           | رئيس فرع سامسونج في أمريكا الشمالية                       |
| جوناثان ستيورز / Jonathan Stewers | مصمم جوالات رائد (فرع أمريكا الشمالية)                    |
| روبرت بارديو / Robert Bardaeu     | مطور المنتج / مطور التوظيف (فرع أمريكا الشمالية)          |
| يون دونغ مين / Yoon Dong-min      | مدير مستقل (محامي قانوني من مكتب كيم وتشانج [الإنجليزية]) |
| لي تشاي وونغ / Lee Chae-woong     | مدير مستقل (أستاذ اقتصاد في جامعة سونغ كيون كوان)         |
| لي إنَّ هو / Lee In-ho              | مدير مستقل (مستشار في بنك شينهان)                         |
| بارك أوه سو / Park Oh-soo         | مدير مستقل (أستاذ إدارة أعمال في جامعة سول الحكومية)      |

## الحصة السوقية للمنتجات الرئيسيَّة
| المنتج                                 | حصّة سامسونج من السوق العالمية | المنافس الرائد             | الحصة السوقية | العام             | المصدر  |
| -------------------------------------- | ----------------------------- | -------------------------- | ------------- | ----------------- | ------- |
| شاشات OLED ذات المصفوفة النشطة         | 98٪                           | شاشات مجموعة إل جي، AUO    | 0.5 ~ 1.5٪    | الربع الثاني 2010 | [ 160 ] |
| ذاكرة وصول عشوائي ديناميكية (DRAM)     | 49.6٪                         | إس كيه هاينكس [الإنجليزية] | 24.8٪         | الربع الثاني 2013 | [ 161 ] |
| فلاش NAND                              | 42.6٪                         | توشيبا                     | 27.7٪         | الربع الثاني 2011 |         |
| الهواتف المحمولة                       | 34٪                           | شركة آبل                   | 13.4٪         | الربع الثالث 2013 | [ 162 ] |
| لوحات LCD كبيرة الحجم (إيرادات)        | 20.2٪                         | شاشات مجموعة إل جي         | 26.7٪         | الربع الرابع 2013 | [ 163 ] |
| بطاريات ليثيوم أيون                    | 18٪                           | سانيو                      | 20٪           | الربع الثاني 2010 | [ 164 ] |
| محركات الأقراص ذات الحالة الصلبة (SSD) | 46.8٪                         | سانديسك                    | 12.7٪         | الربع الرابع 2015 | [ 165 ] |
| شاشات LCD                              | 18٪                           | إل جي إلكترونيكس           | 12.7٪         | 2010              | [ 166 ] |
| تلفزيونات (LCD، PDP، CRT، LED)         | 24٪                           | إل جي إلكترونيكس           | 14.7٪         | الربع الثاني 2010 | [ 167 ] |
| الكاميرات الرقمية                      | 11.8٪                         | سوني                       | 17.4٪         | 2010              | [ 168 ] |

## كبار العملاء
| أكبر عملاء سامسونج (الربع الأول من عام 2010) | أكبر عملاء سامسونج (الربع الأول من عام 2010) | أكبر عملاء سامسونج (الربع الأول من عام 2010)           | أكبر عملاء سامسونج (الربع الأول من عام 2010) |
| الرتبة                                       | الشركة                                       | الوصف                                                  | النسبة المئوية من إجمالي المبيعات            |
| -------------------------------------------- | -------------------------------------------- | ------------------------------------------------------ | -------------------------------------------- |
| 1                                            | سوني                                         | DRAM وNAND flash ولوحات LCD وما إلى ذلك.               | 3.7                                          |
| 2                                            | شركة أبل                                     | AP (معالج محمول)، شاشات AMOLED، DRAM، NAND flash، إلخ. | 2.6                                          |
| 3                                            | ديل                                          | DRAM، الألواح المسطحة، بطاريات الليثيوم أيون، إلخ.     | 2.5                                          |
| 4                                            | هيوليت باكارد                                | DRAM، الألواح المسطحة، بطاريات الليثيوم أيون، إلخ.     | 2.2                                          |
| 5                                            | فيرايزون للاتصالات                           | الهواتف، إلخ.                                          | 1.3                                          |
| 6                                            | إيه تي آند تي                                | الهواتف، إلخ.                                          | 1.3                                          |

### العلاقة معَ شركة أبل
توصف العلاقة بين شركة أبل وشركة سامسونج بصداقة يتشارك فيها الطرفان علاقة حب وكراهية، بسببِ العديد من الدعاوى القضائيَّة بين الطرفين، والنشاط التجاري بينهما،  حيثُ تُعدّ سامسونج موردًا رئيسيًا لشركة أبل حيثُ قدمت سامسونج ذاكرة لأجهزة iPod القديمة في عام 2005، وكانت أبل عميلًا رئيسيًا لشركة سامسونج، حيثُ كانَ يعتقد في عام 2012 أنَ مبيعات سامسونج لأبل تصل إلى 8 مليارات دولار، لدرجة أنَ الرئيس التنفيذيّ لشركة أبل تيم كوك عارض التقاضي ضدَّ سامسونج.
في أبريل 2011 أعلنت شركة أبل أنَّها ستقاضي سامسونج بسببِ تصميم مجموعة هواتف جلاكسي، وقد رفعت الدعوى في 15 أبريل 2011 وأتهمت سامسونج بانتهاك علامات أبل التجاريَّة وبراءات الاختراع الخاصّة بآيفون وآي باد. وأصدرت سامسونج دعوى مضادة ضدَّ أبل لانتهاك براءات الاختراع. وفي أغسطس 2011 مُنحت شركة أبل أمرًا قضائيًا أوليًا في محكمة دوسلدورف الإقليمية، ضدَّ بيع وتسويق سامسونج جالكسي تاب 10.1 في جميع أنحاءِ أوروبا باستثناءِ هولندا. وتمَّ رفع الحظر مؤقتًا في الاتحاد الأوروبي باستثناءِ ألمانيا، ريثما يتم التحقيق إذا كانَ الأمر الزجري الأصليّ مناسبًا أم لا.
في 31 أغسطس 2012 قضت محكمة منطقة طوكيو بأنَّ الأجهزة المحمولة لشركة إلكترونيات سامسونج لم تنتهك براءة اختراع أبل. وتناولت القضية فقط براءة اختراع أبل التي تسمح للأجهزة المحمولة وأجهزة الكمبيوتر الشخصية بمزامنة البيانات أو مشاركتها معَ بعضها البعض ولا يُمكن مُقارنتها بقضية المحكمة الأمريكيَّة التي حُكِمَ عليها في 24 أغسطس. وفي 18 أكتوبر 2012 قضت المحكمة العليا في المملكة المتَّحدة بأنَّ سامسونج لم تنتهك براءات اختراع تصميم أبل. وأُجبرت شركة أبل على إصدار اعتذار بأمر من المحكمة لشركة سامسونج على موقعها الرسميّ في المملكة المتحدة.

### العلاقة معَ شركة بست باي
عمِلَت بست باي وسامسونج معًا لإنشاء متاجر سامسونج المُعْتَمَدة (بالإنجليزية: Samsung Experience Shop) وهي متاجر داخل متاجر بست باي تسمح للعملاء باختبار أحدث منتجات الشركة، والحصول على تدريب على منتجات الأجهزة المحمولة، وفي صيف 2013 أنشأت متاجر «بست باي» أكثر من 1400 متجر لسامسونج، وخصصت حوالي 460 قدمًا مربعًا من المساحة لها، ووضعت علامتها المرئية في المتجر. وتهدف سامسونج من إنشاء المتاجر إلى جعل منتجاتها أكثر سهولة للعملاء، حيثُ تركز هذه المتاجر بشكلٍ أساسي على عرضُ وتقديم الدعم لهواتف سامسونج الذكية والكاميرات والأجهزة اللوحية.
ظهرت متاجر سامسونج في مواقع بست باي في الولايات المتَّحدة في مايو 2013، وفي مايو 2014 أعلنت بست باي عن خططها لإضافة 500 متجر جديد من متاجر سامسونج لعرض منتجات المسرح المنزلي للشركة ودعمها.
سيتم تشغيل «تجربة ترفيه سامسونج» (بالإنجليزية: Samsung Entertainment Experience) بواسطة شركاء بست باي المدربين من سامسونج، وكان من المتوقع أنَ تنتهي المراكز الجديدة من طرحها عبر بست باي في الولايات المتَّحدة بحلول يناير 2015.

## التصميم
بدأت سامسونج في التفكير في أهمية التصميم الماديّ في منتجاتها في أوائل التسعينات، وذلك عندما أعلن رئيس مجلس الإدارة لي أنَ عام 1996 «عام ثورة التصميم»، وبدأ برنامج تصميم عالمي شامل بهدف أنَ يكون التصميم أحد الأصول الإستراتيجيَّة والميزة التنافسية للشركة. يقع في مقر الشركة الشاهق في جانجنام (جنوب سيول) ويضّم مركز تصميم الشركة أكثر من 900 مصمم بدوام كامل، وفي عام 1971 كانَ هُناك اثنان فقط من المصمِّمين في الشركة بأكملها، وارتفع عددهم إلى 510 في عام 2005. بِالإضافة إلى مركز تصميم الشركة في سيول، توجد مراكز تصميم في طوكيو وسان فرانسيسكو ولندن.
تقوم الشركة بإصلاح تصميمها على مدار عامين ففي السنة الأولى تدقق في اتجاهات التصميم في مختلفِ أنحاءِ العالم، متبوعة باستراتيجيات المنتج، ثمَّ تقوم برسم خطط التصميم الجديدة خِلال السنة الثانية.
منذُ عام 2006 فازت الشركة بأكثر من 210 جائزةً من مؤسسات التصميم الدولية، منها جوائز تصميم المنتدى الدوليّ (iF) وIDEA ومن خِلال العمل معَ الشركاء كانت سامسونج الفائزة في ثمان فئات من جوائز IDEA لعام 2009، وبِالتالي حصلت على مُعظم الجوائز.
في جوائز iF Material لعام 2010 فازت الشركة بالجائزةِ الذهبية لخمسة من منتجاتها بما فيها محرك الأقراص الصلبة الخارجي. وتمَّ منح جوائز iF Material من قبل International Forum Design GmbH في هانوفر، وهي جائزةً تصميم لمواد التصميم وتقنيَّات المعالجة، وفي عام 2010 اختارت الشركة الألمانيَّة 42 منتجًا في مجالات الأجهزة المنزليَّة والأثاث والتصميم الصناعي، وفازت سامسونج بالجوائز في خمس فئات تشمل القرص الصلب الخارجي، والهاتف بشاشة تعمل باللمس بالكامل، وثلاجة «جنبًا إلى جنب»، وكاميرا رقمية مدمجة، وحبر طابعة الليزر.

## السجل البيئي
جميع هواتف سامسونج المحمولة ومشغلات إم بي ثري التي تمَّ طرحها في الأسواق بعدَ أبريل 2010 خالية من البولي فينيل كلوريد (PVC) ومثبطات اللهب المبرومة (BFR).
أدرجت الشركة في دليل منظمة السلام الأخضر الذّي يصنف شركات الإلكترونيّات على سياساتها وممارساتها للحد من تأثيرها على المناخ، وإنتاج منتجات صديقة للبيئة، وجعل عملياتها أكثر استدامة. وفي نوفمبر 2011 احتَّلت سامسونج المرتبة السابعة من بين 15 شركة تصنيع إلكترونيات رائدة بنتيجة 4.1 من 10. وتراجعت سامسونج مرتبتين وأحتَّلت المركز الخامس في أكتوبر 2010.
في يونيو 2004 كانت سامسونج واحدة من أولى شركات الإلكترونيّات الكبرى التي التزمت علنًا بإزالة الفينيل كلوريد ومثبطات اللهب المبرومة من الطرز الجديدة لجميع منتجاتها، ومع ذلك فشلت الشركة في الوفاء بالمواعيد النهائيَّة لتكون خالية من مركبات البولي فينيل كلوريد ومثبطات اللهب البرومينية، ونشرت تواريخ جديدة للتخلص التدريجي. وفي مارس 2010 احتج نشطاء غرينبيس في مقر شركة بنلوكس على ما وصفوه بوعود سامسونغ الكاذبة.
تمَّ منح الشركة كواحدة من أفضل عشر شركات عالمية في مؤشر قيادة الإفصاح عن الكربون (CDLI)، وكانت الشركة الآسيويَّة الوحيدة من بين أكبر عشر شركات، وتمَّ إدراجها في مؤشر داو جونز للاستدامة (DJSI).
تبلغ نسبة إنجاز الشركة للمنتجات التي تقترب من مستوى «جلوبال إيكو ليبل» 11 نقطة مئوية، وفي النصف الأول من 2010 حصلت سامسونج على «جلوبال إيكو ليبل» لطرازاتها البالغ عددها 2134، وبذلك أصبحت الشركة الأولى في العالم من حيثُ عدد المُنتجات التي تلبي معايير «جلوبال إيكو ليبل».
تعمل الشركة أيضًا على تحسين جهودها لِاستعادة وإعادة تدوير النفايات الإلكترونية،  حيثُ أعادت تدوير «240 ألف طن» من النفايات التي تمَّ إنقاذها في 60 دولة خِلال عام 2009، وتمَّ توسيع إعادة التدوير الطوعي للشركة الجاري تنفيذه في الولايات المتَّحدة ليشمل كندا.
في 2008 تمَّ الإشادة بجهود الشركة في إعادة التدوير من قبل مجموعة إلكترونيات الاسترداد الأمريكيَّة ووصفتها بأنَّها «أفضل برنامج إعادة تدوير صديق للبيئة».

## الدعاوى وقضايا السلامة

### سلامة العمّال
تعرَّض العديد من الموظَّفين العاملين في مرافق أشباه المُوصِلات التابعة لشركة سامسونج لأشكالًا مختلفة من السرطانات. وفي البداية أنكرت سامسونج مسؤوليتها عن الأمراض، على الرغم من أنَ سامسونج معروفة باستياءها من النقابات العمالية،  ويُعدُّ هؤلاء العمّال المرضى في مجموعة SHARPS (أنصار صحّة وحقوق الأفراد في صناعة أشباه الموصلات). وقد أُنتج فيلم مول من الجمهور بعنوان «وعد آخر» (هانغل: 또 하나의 약속; ر.ر: Ddo Hanaui Yaksok) في عام 2013 لتصوير النضال من أجل تعويض الضحايا، وكذلك فيلم وثائقي عنوان «إمْبِرَاطُورِيَّة العار».
في مايو 2014 قدمت شركة سامسونج اعتذارًا وتعويضًا للعمال الذين أصيبوا بالأمراض،  ولم تتبع الشركة جميع توصيات لجنة الوساطة المعينة خصيصًا، ودفعت للعديد من العائلات خارج مخطط يتم الاتفاق عليهِ وطالبتهم بإسقاط جميع الرسوم الإضافية، ممَّا دفع SHARPS لمواصلة الإجراءات القانونيَّة والعامة. وتمَّ حل الخلاف في الغالب بناءً على اعتذار عام أصدرته شركة سامسونج في نوفمبر 2018.

### دعوى أبل
في 15 أبريل 2011 رفعت شركة أبل دعوى قضائيَّة ضدَّ سامسونج في محكمة مقاطعة الولايات المتَّحدة للمنطقة الشماليَّة من كاليفورنيا، وزعمت أنَ العديد من هواتف سامسونج والأجهزة اللوحية التي تعمل بنظام أندرويد، بما في ذلك نكسس إس وإيبك 4G وجالكسي إس 4G وسامسونج جالاكسي تاب تنتهك الملكيّة الفكريَّة وبراءات الاختراع لشركة أبل والعلامات التجاريَّة وواجهة المستخدم وأسلوب التصميم. وتضَّمنت شكوى أبل مطالبات فيدرالية مُحدَّدة لانتهاك براءات الاختراع، والتسمية الزائفة للمنشأ، والمُنافسة غير العادلة، وانتهاك العلّامات التجارية، ومطالبات على مستوى الولاية بشأن المُنافسة غير العادلة، وانتهاك العلّامات التجاريَّة للقانون العام، والإثراء غير المشروع.
في 24 أغسطس 2012 أعادت هيئة المحلّفين حكمًا لصالح شركة أبل إلى حدٍ كبير، ووجدت أنَ سامسونج قد انتهكت عمدًا براءات اختراع التصميم والمرافق الخاصّة بشركة أبل، وحكمت لصالح أبل بمبلغ 1.049 مليار دولار عن الأضرار. ووجدت هيئة المحلّفين أنَ سامسونج انتهكت براءات اختراع أبل بشأن "Bounce-Back Effect" و«التنقل على الشاشة»، و"Tap To Zoom" وبراءات الاختراع التصميمية التي تغطي ميزات آي فون مثل «زر الصفحة الرئيسية، والزوايا الدائريَّة والحواف» و«الرموز على الشاشة».

### سلامة المنتج

#### غسالة ملابس
في 4 نوفمبر 2016 استدعت سامسونج 2.8 مليون غسالة بِيعَت بين عاميّ 2011 و2016 بسببِ احتماليّة انفصال الجزء العلوي من الغسالة بشكلٍ غير متوقع عن الهيكل أثناء الاستِخدام والذّي قد يكون ناجمًا عن الاهتزاز المفرط.

### الإعلانات على التلفزيونات الذكية
أبلغ المستخدمون على موقع ريديت في عام 2015 عن عرضُ بعض أجهزة تلفزيون سامسونج الذكية إعلانات لمنتجات بيبسي أثناء مشاهدة الأفلام من خِلال تطبيق بليكس. ونفى بليكس مسؤوليَّته عن الإعلانات، وقالت سامسونج لمدونة Gigaom أنَّها تحقق في الأمر.
في مارس 2016 رفع نجم كرة القدم بيليه دعوى قضائيَّة ضدَّ شركة سامسونج في محكمة مقاطعة الولايات المتَّحدة للمنطقة الشماليَّة من إلينوي، طالبًا فيها تعويض 30 مليون دولار، لانتهاك حقه في الدعاية. وزعمت الدعوى أنَ بيليه وسامسونج كانا على وشك توقيع اتفاقية ليظهر بيليه في حملة إعلانية لشركة سامسونج، إلَّا أنَ سامسونج أنسحبت فجأة من المفاوضات، وأنَّ الشركة عرضت إعلاناً في أكتوبر 2015 يظهر لقطة جزئية لوجه رجل يُزعم أنَّه «يشبه بيليه إلى حدٍ كبير، وكذلك شاشة تليفزيونية فائقة الدقة متراكبة بجوار صورة رجل يعرضُ ضربة مقصية» وهو ما يتقنه ويشتهر به بيليه.
في ديسمبر 2016 فرضت شركة سامسونج تحديثًا على خط التلفزيون الذكي، لعرض الإعلانات في القوائم على الأجهزة المحدثة.

### التسويق الفيروسي
في 1 أبريل 2013 عُرضت العديد من المُستندات على موقع TaiwanSamsungLeaks.org تفيد بأنَّ شركة الإعلانات OpenTide التايوانية وشركتها الأم سامسونج توظفان الطلاب لمهاجمة منافسيها من خِلال نشر التعليقات الضارة والآراء والمراجعات المتحيزة حول منتجات الشركات المصنعة للهواتف الأُخرى مثل سوني وإتش تي سي في العديد من المنتديات والمواقع الشهيرة في تايوان لتحسين صورة علامتها التجارية، وقال الهاكر "0xb" الذي قام بتحميل المستندات، إنه أعترضها من بريد إلكترونيّ بين OpenTide وسامسونج. وبعد أربعة أيام أصدر قسم تايوان لشركة إلكترونيات سامسونج إعلانًا يفيد بأنَّه «سيوقف جميع استراتيجيات التسويق عبر الإنترنت التي تتضمن النشر والرد في المنتديات عبر الإنترنت». ولاحقاً فرضت تايوان غرامة على شركة إلكترونيات سامسونج بسببِ حملة التشهير.

## تطبيقات سامسونج
- إس فويس
- بيكسبي (مساعد افتراضي)
- تشات أون
- سامسونج إنترنت لأندرويد
- سامسونج كيز
- سامسونج نوكس
- متجر تطبيقات سامسونج
- سامسونج الصحة
- سامسونج الدفع
- سحر سامسونج / Charm by Samsung
- مجموعة الشيف / Chef Collection
- سامسونج هوب / Family Hub
- ساحة العائلة / Family Square
- تجربة جلاكسي نوت 5 / Galaxy Note 5 Experience
- تجربة جلاكسي نوت / Galaxy Note Experience
- تجربة جلاكسي S5 /‏ Galaxy S5 Experience
- تجربة جلاكسي إس 6 إيدج+ / Galaxy S6 edge+ Experience
- تجربة جالاكسي اس 6  / Galaxy S6 Experience
- جالاكسي فيو ريموت / Galaxy View Remote
- ملحقات اللعبة / Game Plugins
- موالف اللعبة / Game Tuner
- تجربة جير إس 2 / Gear S2 Experience
- الأهداف العالمية / Global Goals
- قفل جيد / Good Lock
- محول iWork /‏ iWork Converter
- وسائط الصور / Modes Photo
- مرشحات نومبرو / Nombreux filters
- القارئ البصري / Optical Reader
- تنظيم + /‏ Organize+
- بينوب / PENUP
- تقويم S / ‏S Calendar
- ملاحظة S ‏/ S Note
- مترجم اس / S Translator
- سامسونج فلو / Samsung Flow
- مدير سامسونج جير فيت / Samsung Gear Fit Manager
- سامسونج كيك / Samsung Kick
- مستوى سامسونج / Samsung Level
- رابط سامسونج / Samsung Link
- موسيقى سامسونج / Samsung Music
- ملاحظات سامسونج / Samsung Notes
- وضع السكون من سامسونج / Samsung Power Sleep
- المنزل الذكي من سامسونج / Samsung Smart Home
- سامسونج تيكتايلز / Samsung Tectiles
- سايد سينك / SideSync
- مساعد الصوت / Sound Assistant
- ألبوم القصة / Story Album
- محرر الفيديو / Video Editor

## الأندية الرياضيةِ
- نادي إلكترونيات سامسونج الرياضي
- نادي إلكترونيات سامسونج للفروسية
- سامسونج جالاكسي (رياضات إلكترونية) [الإنجليزية]